# 斯弥陶佛陀吉帝
斯弥陶佛陀吉帝（？年？月？日—？年？月？日），缅甸孟族人，后勃固王朝国王，1740年缅甸孟族反对缅族统治，被拥立即位，1747年被迫退位。